# Димова Анна Олегівна
Анна Володимирівна Димова(нар. 28 вересня 1980, Оленєгорськ, СРСР) — російська акторка. Закінчила Вище театральне училище імені Б. В. Щукіна (2003).

## Вибіркова фільмографія
- Мисливство на асфальті (2005)
- Не народися вродливою (2005 — 2006)
- 1001 (2014)
- Татусеві доньки (2007 — 2011)
- Вороніни (2015)

| Актор | Це незавершена стаття про акторку. Ви можете допомогти проєкту, виправивши або дописавши її. |